# Normania
Genre
Normania Lowe (syn. Solanum L. subg. Potatoe (G. Don) D'Arcy sect. Normania (Lowe) Bitter) est un genre de plante herbacée de la famille des Solanaceae. Il contient seulement deux espèces :
- Normania triphylla (Lowe) Lowe, endémique de Madère
- Normania nava (Webb & Berthel.) Franc.-Ort. & R. N. Lester, endémique de Tenerife et de Grande Canarie.

Les deux espèces ont été considérées comme disparues depuis le début du XXe siècle, jusqu'à la découverte de plants isolés sur leurs habitats respectifs à la fin du XXe siècle. Elles ont toutes deux la plus grande priorité de conservation dans la région de Macaronésie.